# (4898) Nishiizumi
(4898) Nishiizumi – planetoida z pasa głównego asteroid okrążająca Słońce w ciągu 2 lat i 267 dni w średniej odległości 1,95 j.a. Została odkryta 19 marca 1988 roku. Przed nadaniem nazwy planetoida nosiła oznaczenie tymczasowe (4898) 1988 FJ.